# Angolanische Wollhaarratte
Die Angolanische Wollhaarratte (Dasymys nudipes) ist ein afrikanisches Nagetier in der Unterfamilie der Altweltmäuse. Die Population wurde zeitweilig als Unterart der Afrikanischen Wollhaarratte (Dasymys incomtus) geführt.

## Merkmale
Als größter Vertreter der Gattung Zottige Sumpfratten erreicht die Art eine Kopf-Rumpf-Länge von 152 bis 205 mm, eine Schwanzlänge von 140 bis 186 mm und ein Gewicht von 102 bis 164 g. Die Hinterfüße sind 39 bis 45 mm lang und die Länge der Ohren beträgt 21 bis 24 mm. Das wollige Fell der Oberseite besteht aus Haaren, die in Wurzelnähe violett und an den Spitzen ockerfarben sind. So ergibt sich ein olivbraunes Aussehen mit dunklerer Rückenmitte, die fast schwarzbraun ist. Das Fell der Unterseite ist hellgrau. Die relativ kleinen und dunklen Ohren sind behaart. Auf dem dunkelbraunen Schwanz kommen große Schuppen und kleine fast unscheinbare Haare vor. Die Angolanische Wollhaarratte hat keine Rillen an den Frontzähnen. Weibchen besitzen zwei Zitzen auf der Brust und vier im Leistenbereich.

## Verbreitung
Eine Population im westzentralen Hochland Angolas wird eindeutig zu dieser Art gezählt. Für die im Umfeld der Flüsse Okavango und Cuando bekannte Population im Südosten Angolas, Norden Botswanas und Westen Sambias ist eine taxonomische Prüfung notwendig, ob sie zu dieser Art gerechnet werden kann. Wie andere Gattungsmitglieder bewohnt die Angolanische Wollhaarratte feuchte Grasflächen und Schilfgürtel an Wasserläufen sowie Sümpfe.

## Lebensweise
Der Bau dieses bodenbewohnenden Nagetiers ist eine kuppelförmige Konstruktion aus Gras und anderen Pflanzenteilen, an die ein kurzer Tunnel anschließt. Die Exemplare sind vorwiegend nachtaktiv und besuchen öfter das Wasser. Als Nahrung dienen frische Triebe von Schilfrohr und Gräsern, die gelegentlich mit Insekten komplettiert werden. Von der späten Trockenzeit bis zum Ende der Regenperiode sind trächtige Weibchen und Nester mit Jungtieren bekannt.

## Bedrohung
Im begrenzten Umfang wirken sich Umwandlungen von Wiesen in Ackerland negativ aus. Da keine Angaben zur Populationsgröße vorliegen, wird die Art von der IUCN mit „ungenügende Datenlage“ (data deficient) gelistet.